# Ентаентор
Ентаенто́р — піщаний низинний острів в Червоному морі в архіпелазі Дахлак, належить Еритреї, адміністративно відноситься до району Дахлак регіону Семіен-Кей-Бахрі.

## Географія
Розташований на північ від острова Габбі-Ху. Має вузьку видовжену форму з північного сходу на південний захід. Довжина острова 3,5 км, ширина до 0,4 км. На крайньому півдні облямований кораловими рифами. На сході ів прибережних водах розкидані підводні камені.